# سیارک ۲۵۷۶۵
سیارک ۲۵۷۶۵ (به انگلیسی: 25765 Heatherlynne، نامگذاری:2000CS11)۲۵۷۶۵مین سیارک کشف شده‌است که در ۰۲ فوریه ۲۰۰۰ کشف شد.